# Tube Additron

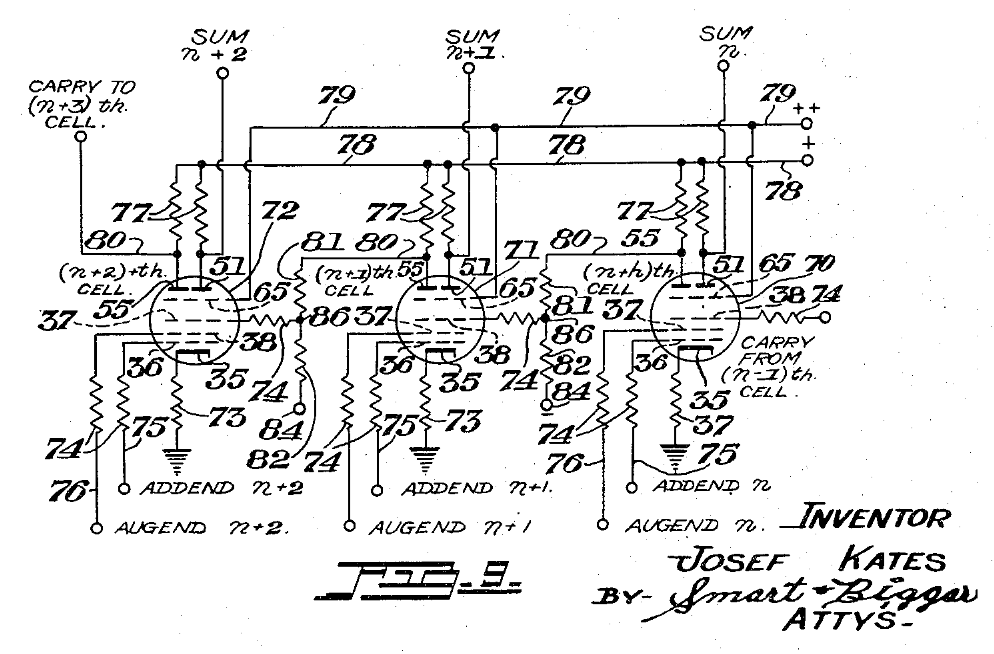
Schéma d'un additionneur 3 bits utilisant des tubes Additron.

Le tube Additron est un tube électronique conçu par Josef Kates, vers 1950, pour remplacer les nombreux tubes électroniques spécifiques et composants nécessaires pour remplir la fonction d'un additionneur complet 1 bit. Kates développe l'Additron avec l'intention d'augmenter les chances de réussite et la fiabilité, tout en réduisant la taille, la consommation d'énergie et la complexité de l'ordinateur UTEC (University of Toronto Electronic Computer).
L'Additron n'est jamais entré en production chez Rogers Vacuum Tube Company, où les prototypes ont été créés, et n'a pas non plus été utilisé dans l'UTEC. Il fait une apparition très médiatisée lors de l'Exposition nationale canadienne de 1950, dans un jeu électronique de tic-tac-toe affublé du nom de Bertie the Brain, dans le but vanter les prouesses de l’électronique informatique.
Le tube est enregistré auprès de la Consumer Technology Association le 20 mars 1951 comme "6047",,.